# كاربا
كاريبا هي بلدية في كولومبيا، وتقع في المنطقة دون الإقليمية من أورابا في إدارة أنتيوكيا.

## أعلام
- هرنان غافيريا
- كليمنت بالاسيوس
- ميغيل أنطونيو موريلو